# Jean Magrou
Pour les articles homonymes, voir Magrou.
Jean Marie Joseph Magrou, né à Béziers le 26 octobre 1869 et mort à Paris (14e arrondissement) le 25 mai 1945, est un sculpteur français.

## Biographie
Né dans une famille d'artistes — son père est lithographe —, Jean Magrou fait ses études au lycée Henri-IV à Béziers où il se distingue dans l'étude du grec et du latin, et se passionne pour la mythologie.
Désirant devenir sculpteur, il s'inscrit à l'École des beaux-arts de Paris où il est admis dans les ateliers de Gabriel Thomas (1824-1905) et de Jean-Antoine Injalbert (1845-1933). Il expose au Salon des artistes français à partir de 1893 et obtient une médaille de 3e classe en 1895. Il obtient un second prix de Rome en 1897 mais, ayant épousé en 1898 sa cousine Jeanne Rixens, nièce du peintre Jean-André Rixens (1846-1925), il renonce à son séjour à la villa Médicis.
De son mariage, il aura quatre fils : Paul Magrou, ingénieur ; Émile Magrou, médecin de la Marine ; André Magrou, architecte et Pierre Magrou, officier des affaires indigènes.
Son frère est le médecin, biologiste et botaniste Joseph Magrou (1883-1951).
Professeur de modelage et de dessin à la Sorbonne à Paris, il participe en 1907 à la coopérative d'enseignement créée par Marie Curie.
Jean Magrou meurt le 25 mai 1945 des suites d'une crise d'angine de poitrine et est inhumé au cimetière Vieux de Béziers.

## Œuvres

### Collections publiques
- Béziers :
  - musée des Beaux-Arts :

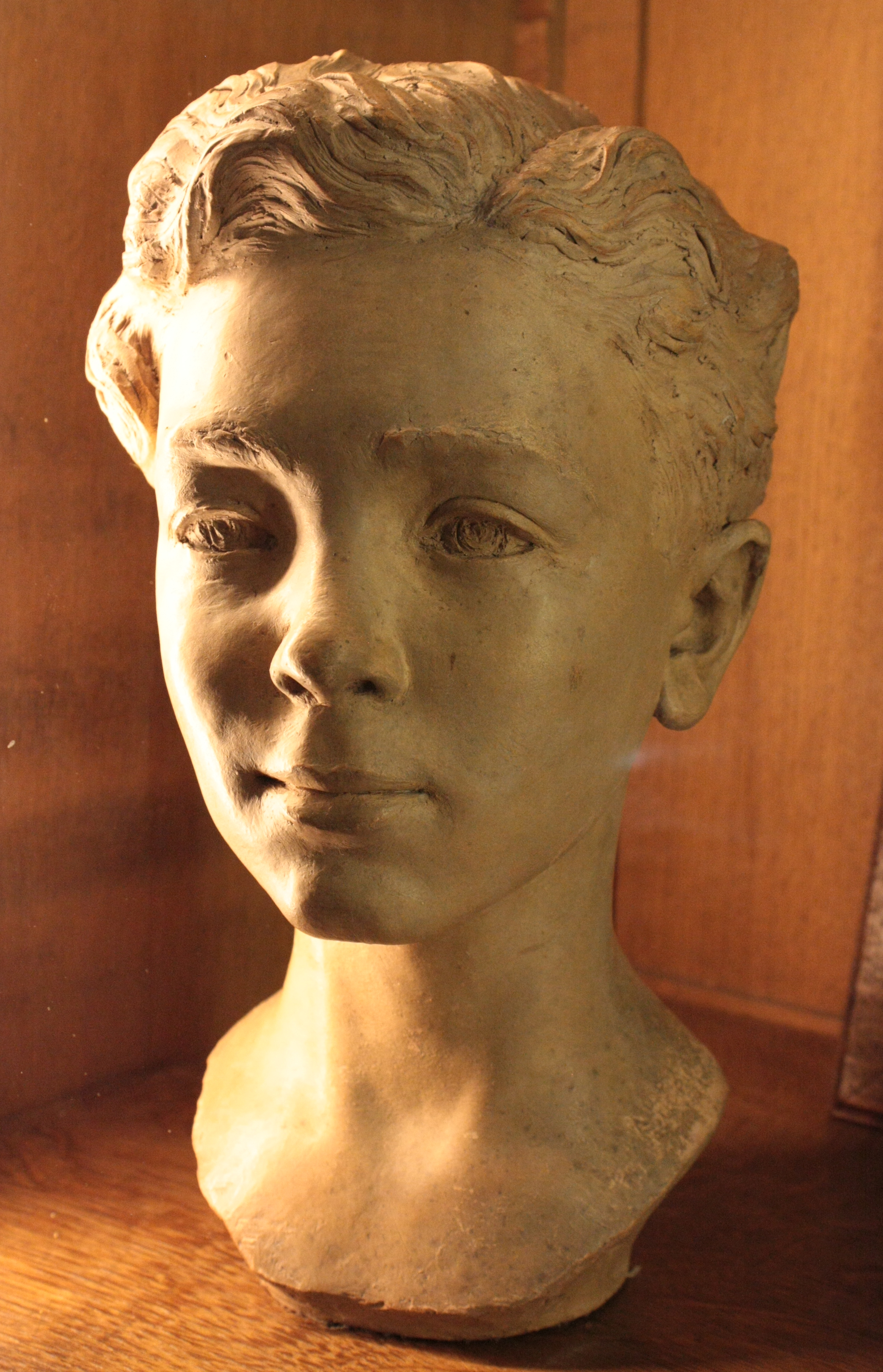
Portrait de Pierre Magrou, fils de l'artiste (1932), musée des Beaux-Arts de Béziers.

    - Buste de fillette, Suzanne Belleudy, 1895, terre cuite ;
    - Faune réveillé par les Nymphes, haut-relief ;
    - Orphée, bas-relief ;
    - Prométhée, bronze ;
    - Portrait de Pierre Magrou, fils de l'artiste, 1932 ;
    - Lionne portant trois enfants sur le dos, groupe en terre cuite.
    - Pietà, groupe en terre cuite.

  - Villa Guy : plusieurs œuvres dans le parc de la villa dont :
    - Buste de Jeanne Guy ;
    - Danseuse à la grappe[8] ;
    - Enfant à la chèvre[9] ;
    - Femme au lion, bas-relief[10].
- Blérancourt :
  - musée franco-américain du château de Blérancourt :
    - Amiral Pleville[11] ;
    - Buste de l'amiral Pléville[12].
- Granville, musée d'Art et d'Histoire : Monument à l'amiral Pléville Le Pelley, 1905, esquisse en bronze, fonte Barbedienne. Monument inauguré le 21 juillet 1907.

### Espace public

#### Monuments aux morts
Jean Magrou a contribué à de nombreux monuments aux morts après la Première Guerre mondiale, principalement pour des communes du sud de la France.
- Allier : Saint-Gérand-le-Puy.
- Aude :

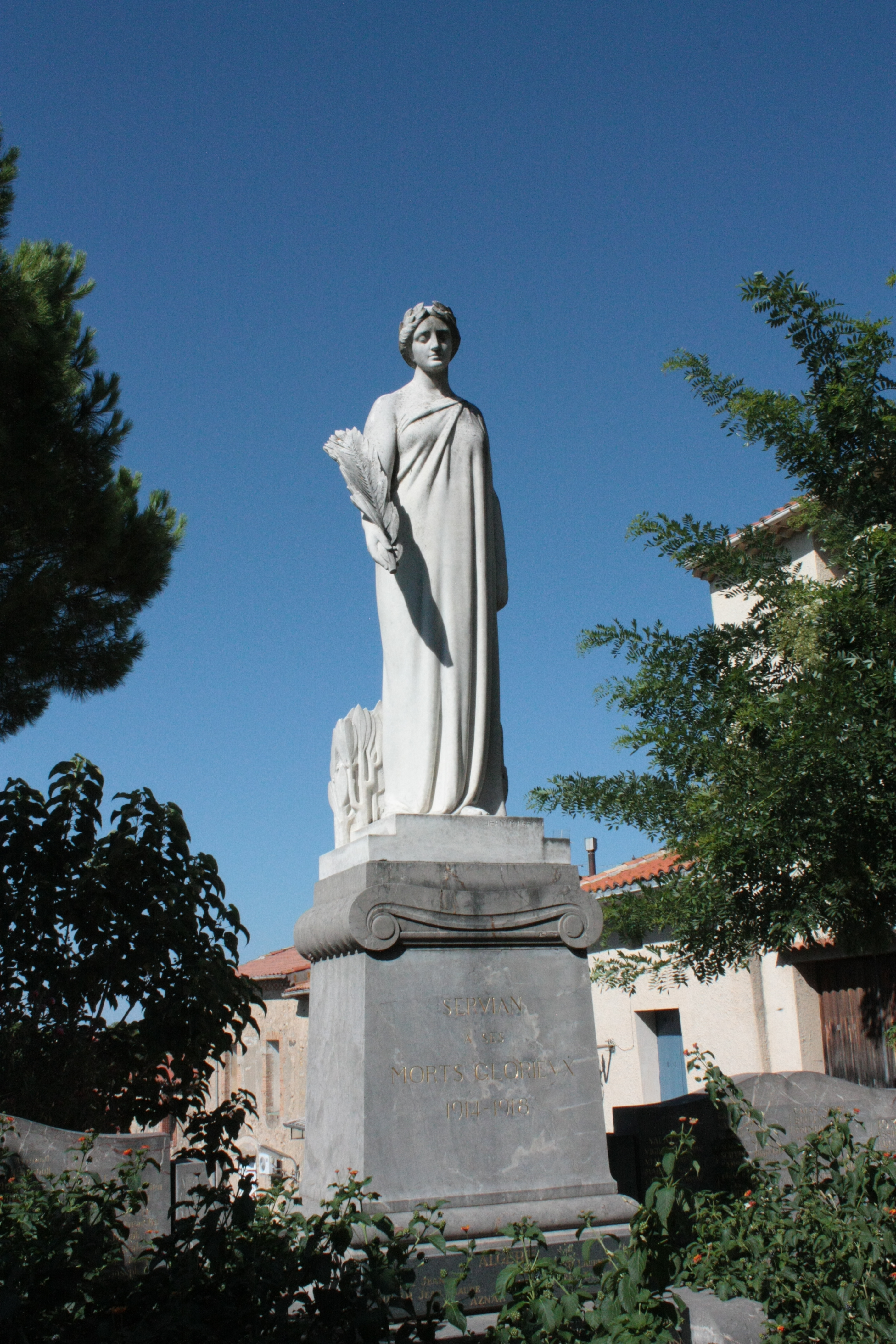
Monument aux morts de la guerre de 1914-1918 (1924), Servian.

  - Chalabre : marbre, 1923 ; une femme drapée représentant la France dépose de la main droite une couronne de laurier sur une stèle et tient sur sa gauche un faisceau de licteur dont la hache est ornée d'une tête de bélier[13] ;
  - Coursan[14].
- Eure-et-Loir : Sorel-Moussel.
- Hérault :
  - Autignac[15] ;
  - Béziers :
    - cathédrale Saint-Nazaire[16] ;
    - chemin de Saint-Jude[17].

  - Capestang[18].
  - Castelnau-de-Guers[19].
  - Colombiers, 1921[20].
  - Hérépian[21].
  - Lignan-sur-Orb[22].
  - La Livinière[23].
  - Magalas, 1920[24].
  - Maureilhan[25].
  - Montpellier[26].
  - Nézignan-l'Évêque[27].
  - Nizas[28].
  - Poussan[29].
  - Pouzolles[30].
  - Saint-Chinian[31].
  - Saint-Geniès-de-Fontedit[32].
  - Saint-Pargoire[33].
  - Sauvian[34].
  - Servian, 1924, statue en marbre[35].
  - Thézan-lès-Béziers[36].
  - Valros[37].
- Lot-et-Garonne : Fumel, 1922[38].
- Seine-et-Marne : Tigeaux, 1920, bronze, un coq gaulois est dressé sur une couronne mortuaire.

#### Monuments et statues
Brésil
- Petrópolis : cathédrale ;
  - Saint Pierre d'Alcántara ;

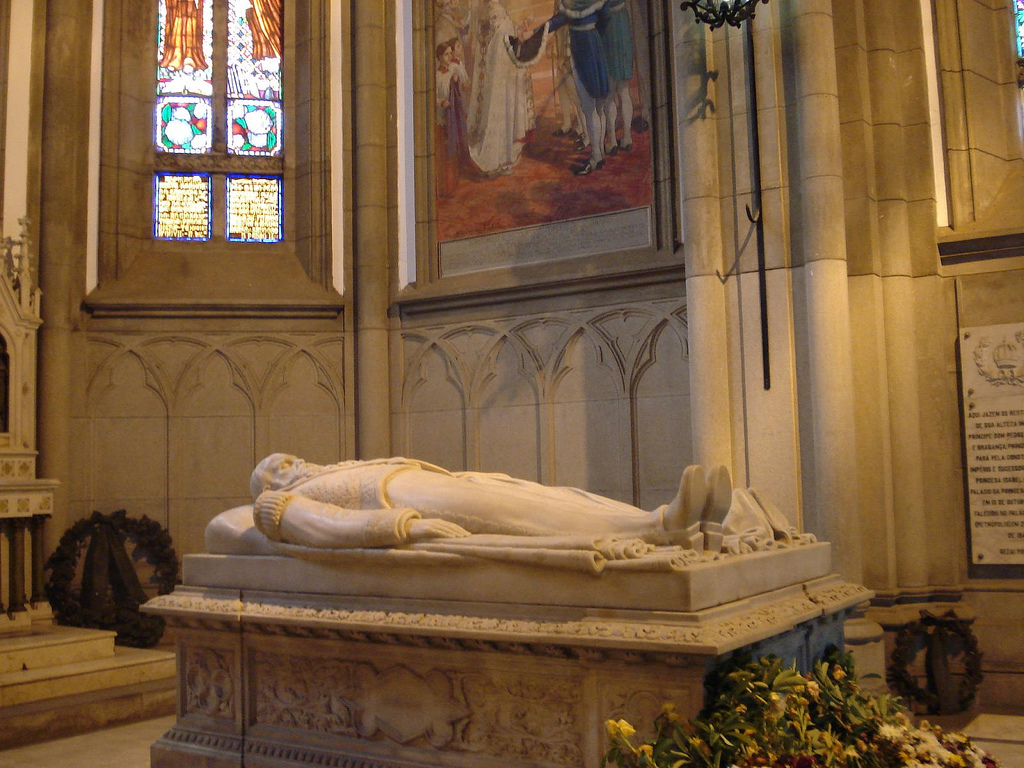
Monument funéraire de Pedro II du Brésil (vers 1925), cathédrale de Petrópolis.

  - Monument funéraire de Pedro II du Brésil, vers 1925, provenant de la cathédrale de Rio de Janeiro.
- São Luís : Monument à João Francisco Lisboa (pt), 1918, bronze.

France
- Béziers :
  - cimetière Vieux, plusieurs monuments funéraires :
    - A. Gaillard et J. Buron[39] ;
    - Antonin Cadelard[40] ;
    - Auguste Chabaud, portrait en  médaillon du négociant en vin[41] ()
    - E. Granaud[42]
    - Famille Assémat Cadenat[43] ;
    - Famille Fulcrand Coste[44] ;
    - Famille Meyer Rouville[45] ;
    - Famille Pangol Boussière[46] ;
    - Fernande Serrier[47] ;
    - H. Bresson[48] ;
    - Maurice Alba[49] ;
    - Paul Ollie[50] ;
    - Pierre Giudicelli[51] ;
    - René Coulombie[52].

  - Jardin des poètes : buste de Victor Hugo[53],[54] ;
  - lycée Henri-IV : Monument de l'amicale des anciens élèves[55].
  - rond-point Maurice Noguères : Le Génie Latin, statue en marbre, provient du jardin du Palais-Royal à Paris, dépôt de la ville de Montpellier.
- Bry-sur-Marne : Monument au sergent Hoff, 1903[56],[57].
- Cachan, église Sainte-Germaine :
  - Saint Louis, statue en ciment taillé[58] ;
  - Saint André, statue en ciment taillé[59].
- Castres : porte de bronze bas-relief de la sépulture Testasecca du cimetière Saint-Roch[60].
- Clermont-l'Hérault : Monument à Jules Boissière[61].
- Gignac : Monument au général Claparède[62].
- Granville, place Pléville : Monument à l'amiral Georges-René Pléville Le Pelley, 1907, bronze, envoyé à la fonte sous le régime de Vichy, remplacé par une statue de Serge Santucci.
- La Palme : Monument à Marius Pélissier[63].
- Montpellier :
  - cimetière Saint-Lazare : Monument funéraire de la famille Laissac Thouret[64].
  - église Saint-François de la Pierre-Rouge, tympan : Le Couronnement de la Vierge[65].
  - Jardin des plantes : Monument à Flahault, 1936, marbre[66].
  - cathédrale Saint-Pierre : Mausolée d'Anatole de Cabrières, 1926[67].
- Olargues : Monument à Alexandre Laissac, 1920[68].
- Vaucresson : Monument funéraire de la famille Cornuel[69].
- Villefranche-de-Rouergue : Monument à Jean-François Bories, 1904[70].
- Viviers, cathédrale Saint-Vincent : Monument funéraire de Mgr Bonnet, 1928, marbre, classé monument historique[71].

Œuvres de Jean Magrou
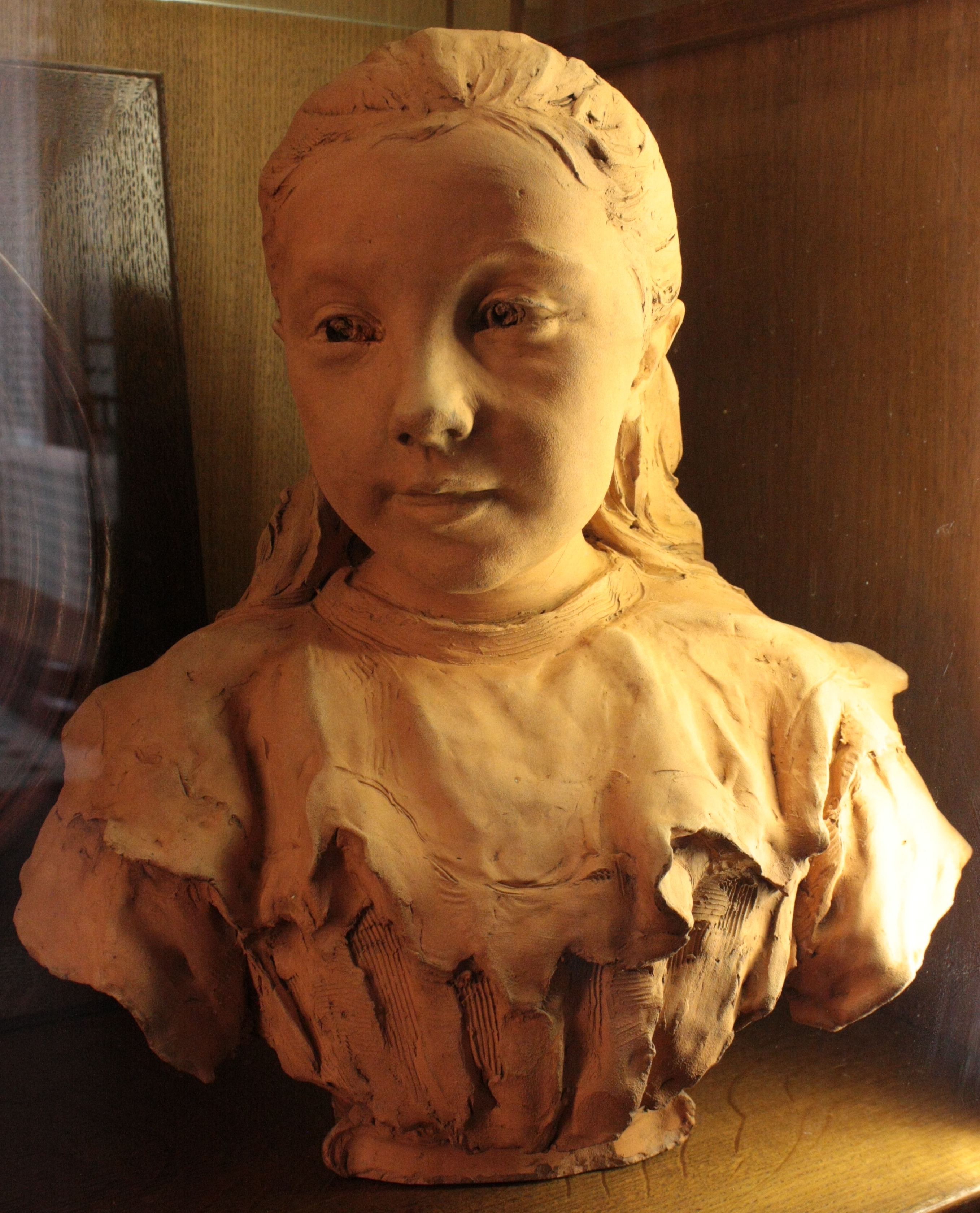
Buste de fillette, Suzanne Belleudy (1895), musée des Beaux-Arts de Béziers.
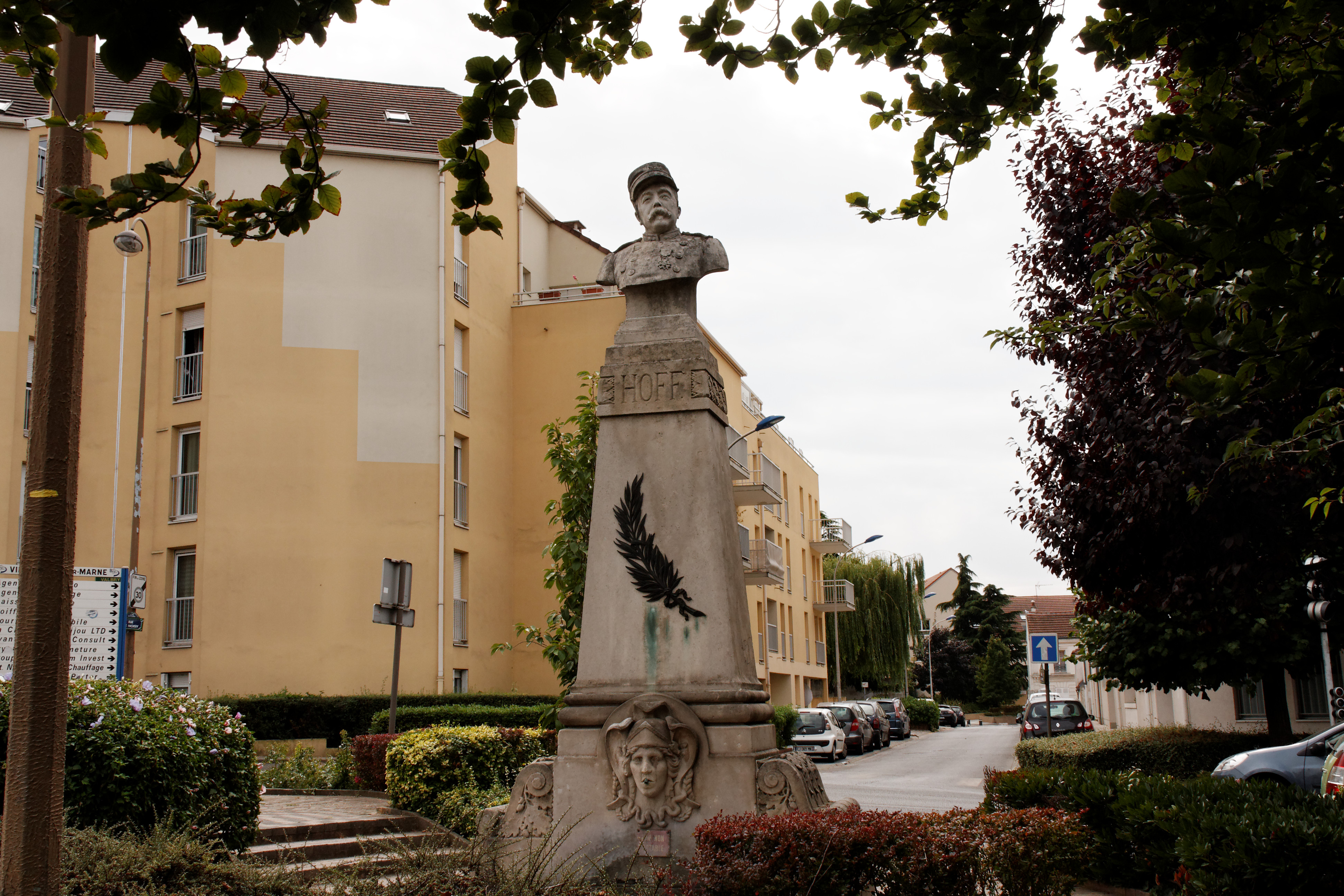
Monument au sergent Hoff (1903), Bry-sur-Marne.
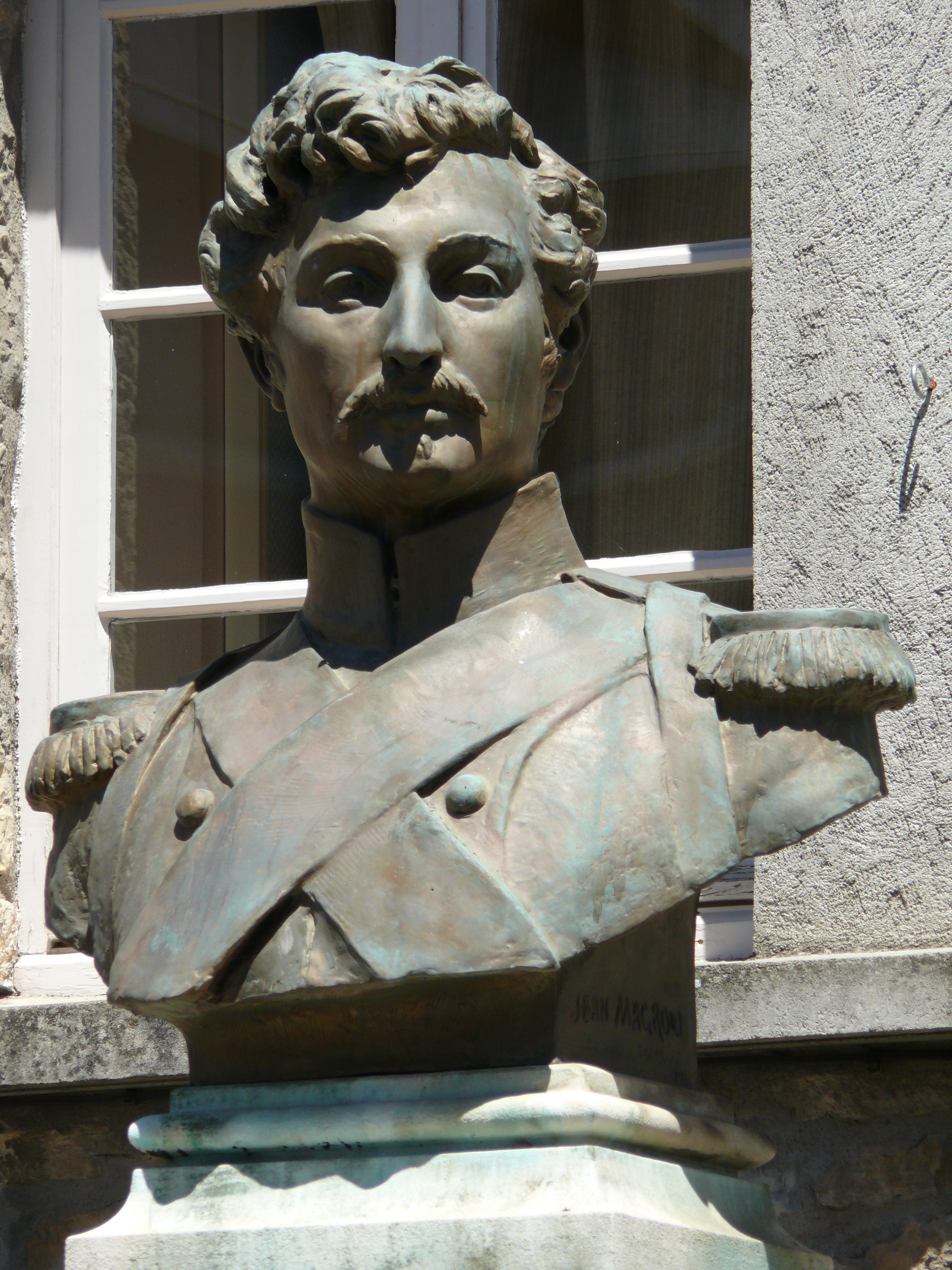
Monument à Jean-François Bories (1904, détail), Villefranche-de-Rouergue.
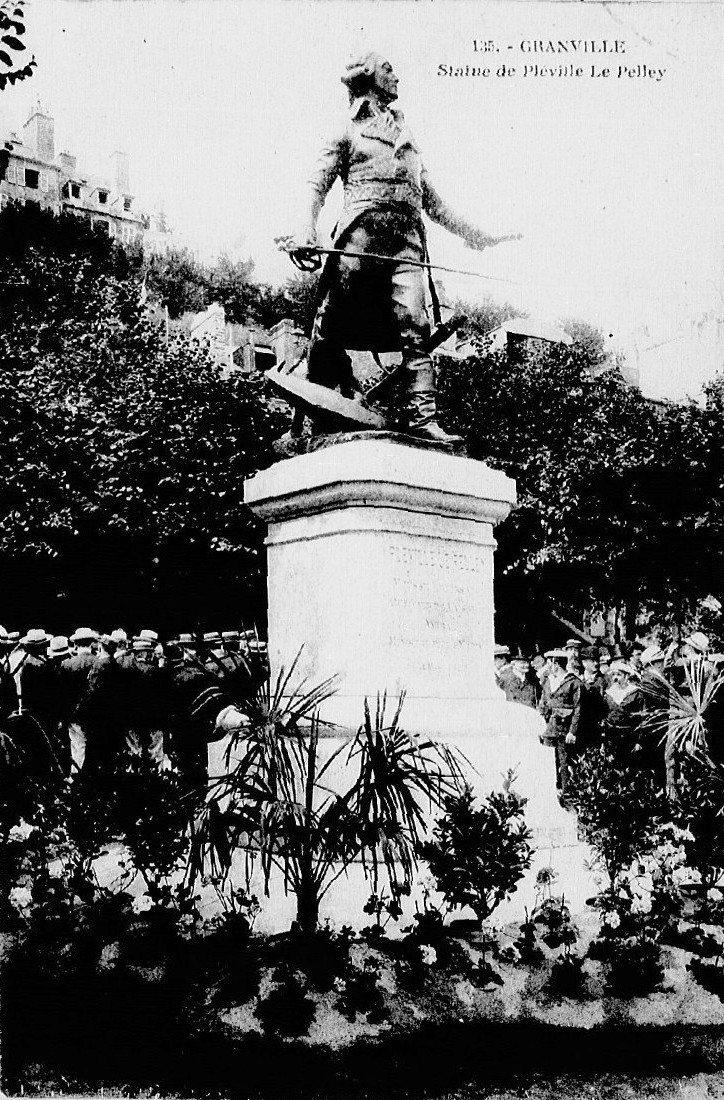
Monument à l'amiral Pléville Le Pelley (1907), Granville (œuvre détruite).
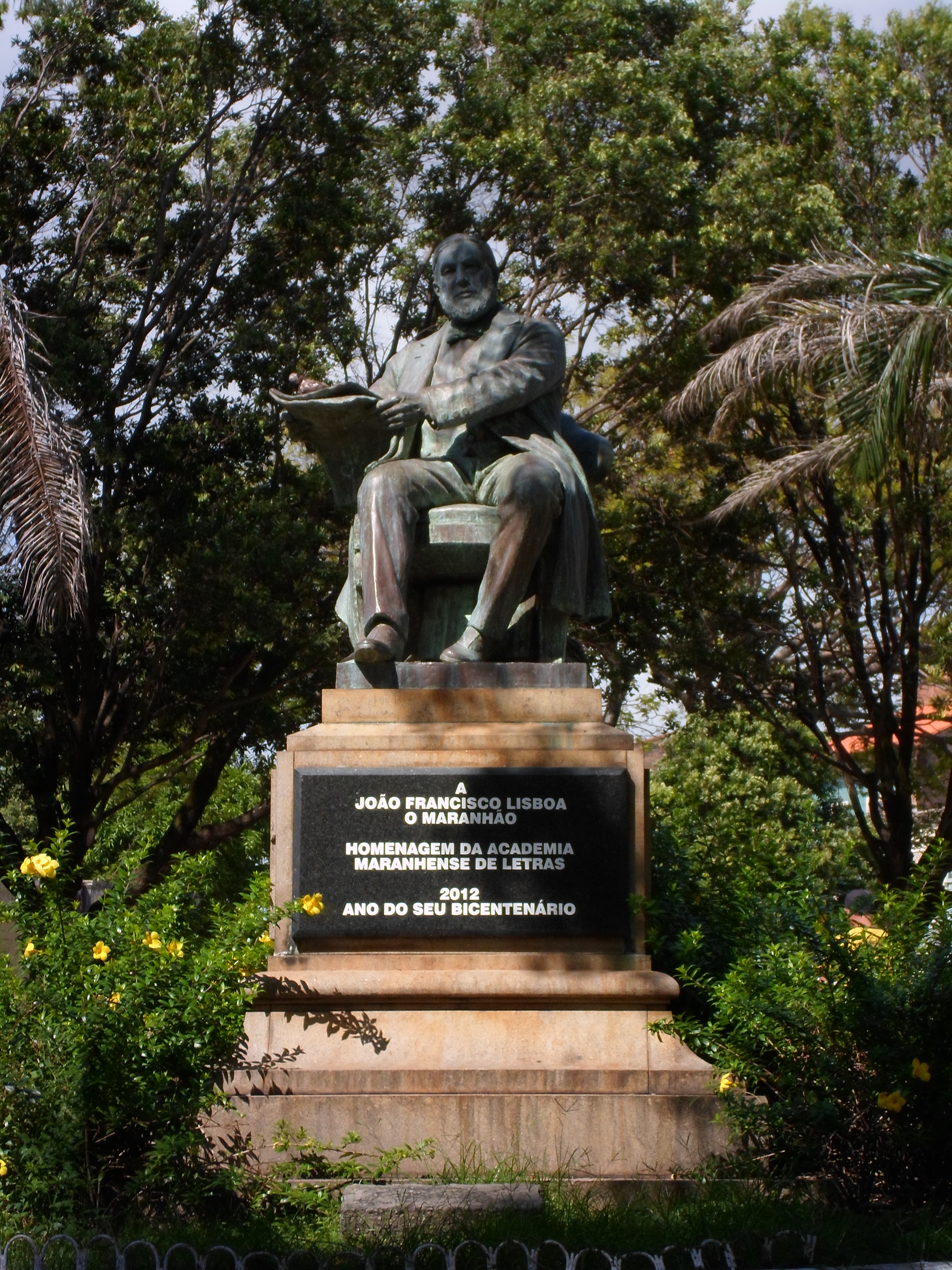
Monument à João Francisco Lisboa (1918), São Luís.
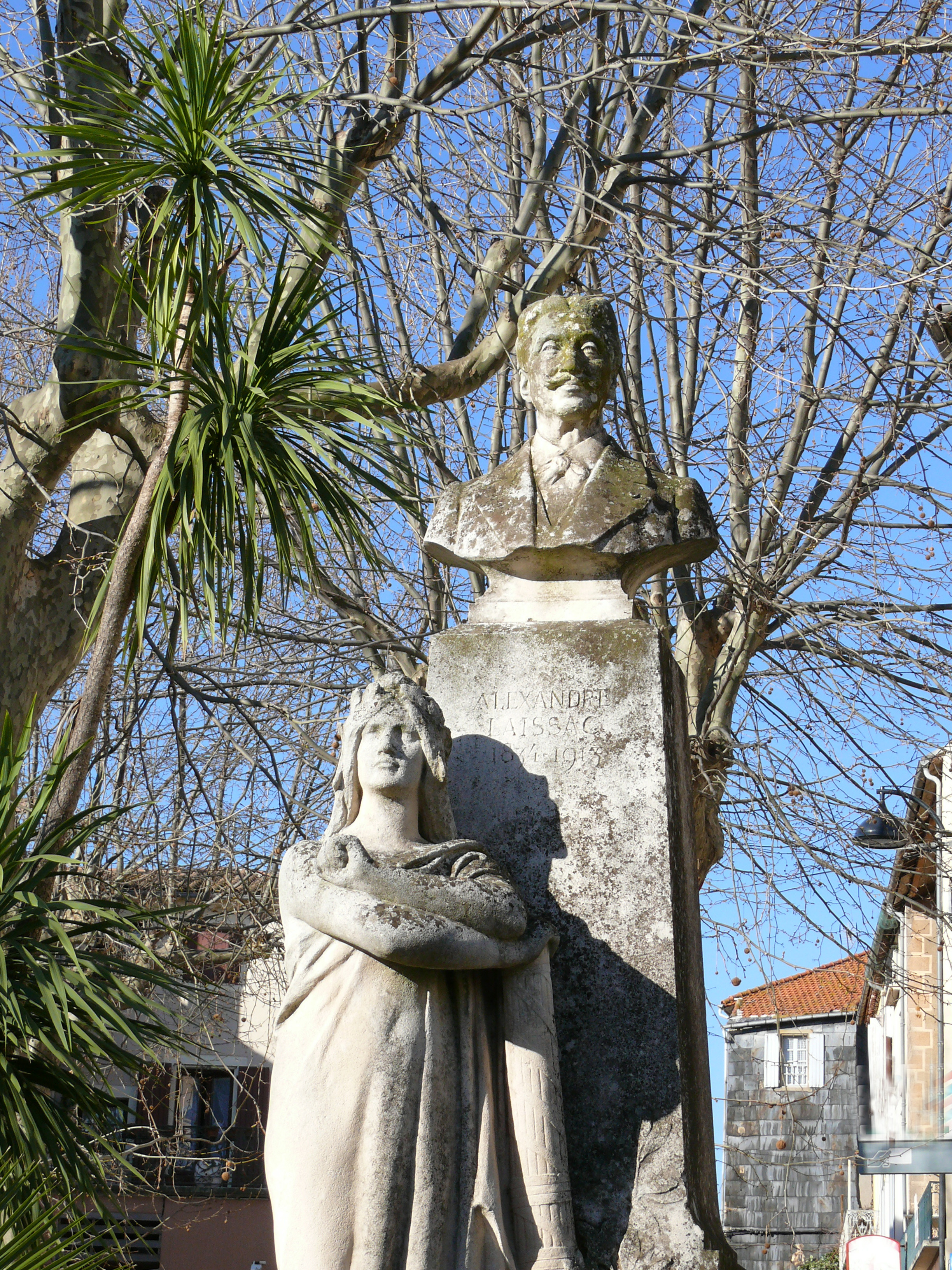
Monument à Alexandre Laissac (1920, détail), Olargues.
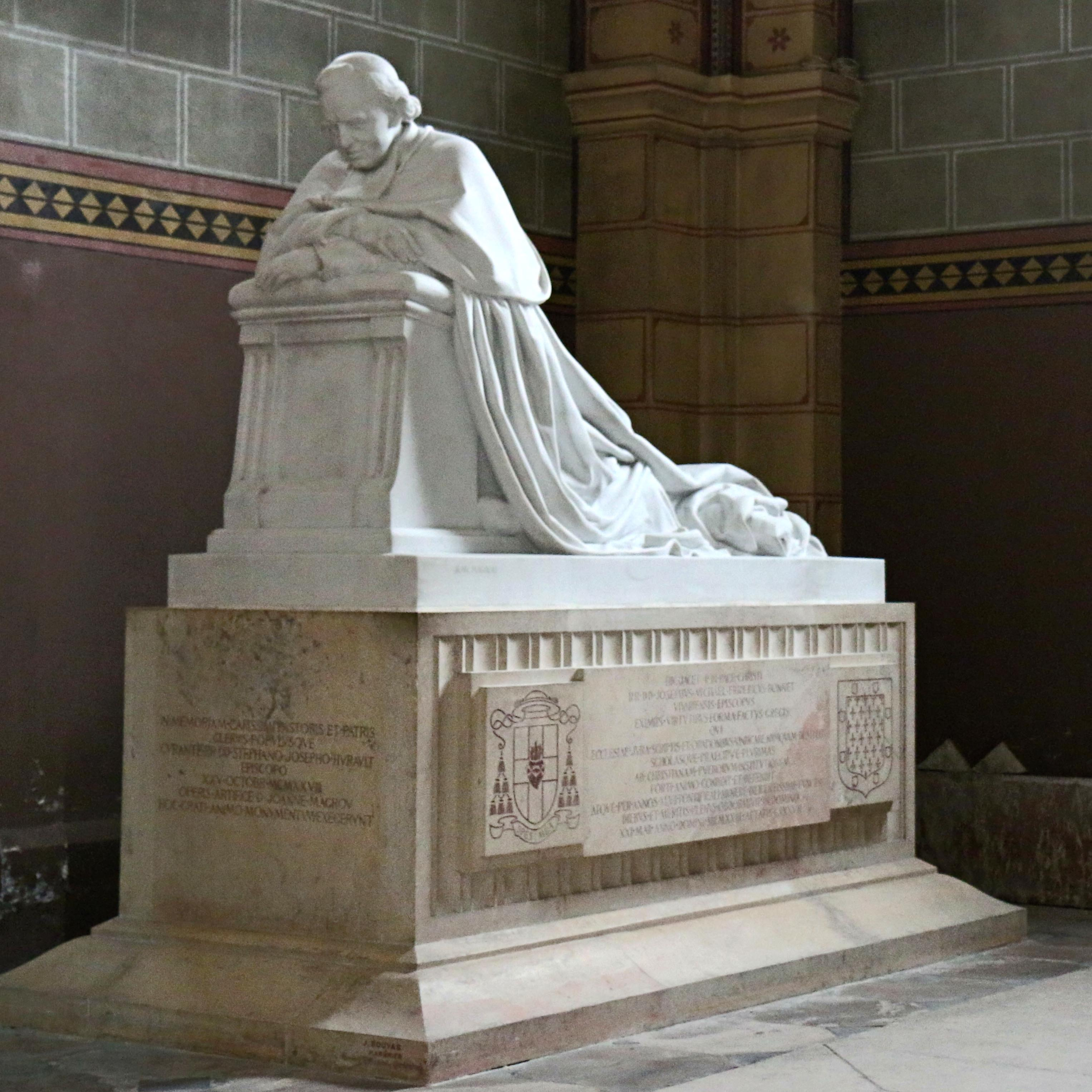
Monument funéraire de Mgr Bonnet (1928), Viviers.
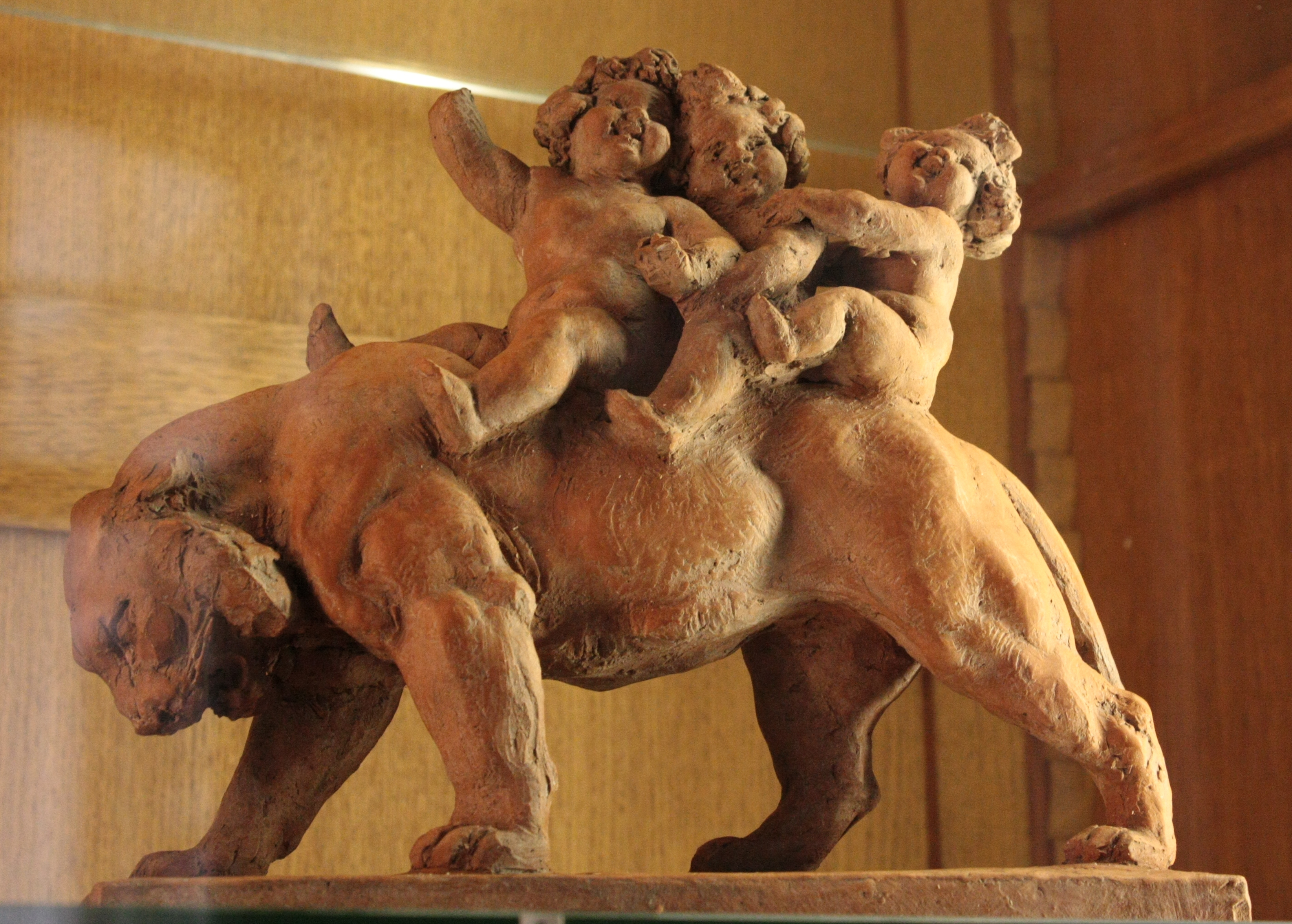
Lionne portant trois enfants sur le dos, musée des Beaux-Arts de Béziers.
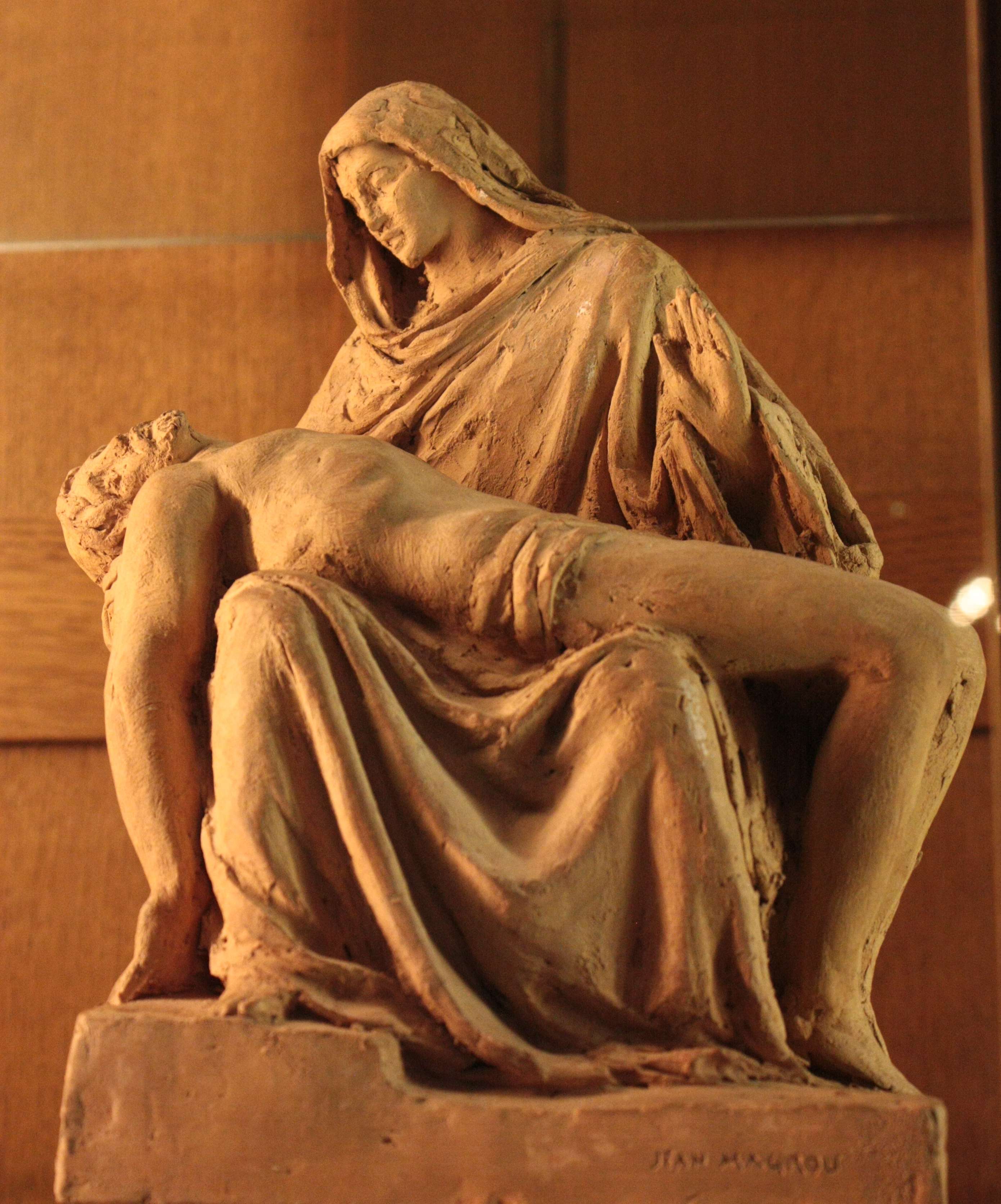
Pietà, musée des Beaux-Arts de Béziers.

## Salons
- Salon des artistes français :
  - 1895 : Faune réveillé par les Nymphes, haut-relief en plâtre ; Orphée, bas-relief[72] ;
  - 1897 : Silène et les bacchantes.
- Salon de l'Union artistique de Toulouse de 1903 : La Chanson de Silène, haut-relief en terre-cuite, no 288 ; Buste de Mme B… et ses enfants, médaillon en plâtre[73].

## Publication
- La sculpture et la beauté dans la Grèce antique, Paris, Imp. Moulin, 1931.  — Conférence prononcée à Béziers le 20 novembre 1930.